# Temporada 1949 del Campeonato del Mundo de Motociclismo
La temporada de 1949 del Campeonato del Mundo de Motociclismo fue la temporada inaugural del  Campeonato Mundial de Motociclismo FIM . La temporada consistió en seis Grandes Premios en cinco clases: 500cc, 350 cc, 250 cc, 125 cc y Sidecars 600cc. Comenzó el 17 de junio en el TT de la Isla de Man y terminó con el Grand Prix de las Naciones el 4 de septiembre.

## Calendario y resultados
| Ronda | Fecha           | Gran Premio                 | Circuito          | Ganador 125cc | Ganador 250cc      | Ganador 350cc | Ganador 500cc  | Ganador Sidecars 600cc |
| ----- | --------------- | --------------------------- | ----------------- | ------------- | ------------------ | ------------- | -------------- | ---------------------- |
| 1     | 17 de junio     | TT isla de Man              | Snaefell Mountain |               | Manliff Barrington | Freddie Frith | Harold Daniell |                        |
| 2     | 3 de julio      | Gran Premio de Suiza        | Bremgarten        | Nello Pagani  | Bruno Ruffo        | Freddie Frith | Leslie Graham  | Oliver / Jenkinson     |
| 3     | 9 de julio      | TT holandés                 | Assen             | Nello Pagani  |                    | Freddie Frith | Nello Pagani   |                        |
| 4     | 17 de julio     | Gran Premio de Bélgica      | Spa-Francorchamps |               |                    | Freddie Frith | Bill Doran     | Oliver / Jenkinson     |
| 5     | 20 de agosto    | Gran Premio del Úlster      | Circuito de Clady |               | Maurice Cann       | Freddie Frith | Leslie Graham  |                        |
| 6     | 4 de septiembre | Gran Premio de las Naciones | Monza             | Gianni Leoni  | Dario Ambrosini    |               | Nello Pagani   | Frigerio / Dobelli     |

## Resultados

### Sistema de puntuación
Se otorgaron puntos a los cinco primeros clasificados en cada carrera con un punto extra para el finalista de la carrera con la vuelta más rápida. Todas las rondas contaron para el campeonato en las categorías de 125cc, 250cc y Sidecar, mientras que en los campeonatos de 350cc y 500cc, solo contaron los tres mejores resultados.
Sistema de puntuación en 1949:
| Posición | 1.º | 2.º | 3.º | 4.º | 5.º | Vuelta rápida |
| Puntos   | 10  | 8   | 7   | 6   | 5   | 1             |

### Clasificación final 500cc
| Pos     | Piloto               | Moto       | MAN | SUI | HOL | BEL | ULS | NAC | Puntos  |
| ------- | -------------------- | ---------- | --- | --- | --- | --- | --- | --- | ------- |
| 1       | Leslie Graham        | AJS        | 10  | 1   | 2   | Ret | 1   | Ret | 30 (31) |
| 2       | Nello Pagani         | Gilera     |     | 4   | 1   | 5   | 3   | 1   | 28 (40) |
| 3       | Arciso Artesiani     | Gilera     |     | 2   | 3   | 2   | Ret | 2   | 25 (32) |
| 4       | Bill Doran           | AJS        | 8   |     | Ret | 1   | 4   | 3   | 23      |
| 5       | Artie Bell           | Norton     | 4   | Ret | 4   | 4   | 2   |     | 20 (26) |
| 6       | Harold Daniell       | Norton     | 1   | 3   | 6   | 7   |     |     | 17      |
| 7       | Johnny Lockett       | Norton     | 2   | Ret | 5   | Ret | Ret |     | 13      |
| 8       | Enrico Lorenzetti    | Moto Guzzi |     |     | 10  | 3   |     |     | 7       |
| 9       | Ernie Lyons          | Velocette  | 3   |     |     |     |     |     | 7       |
| 10      | Gianni Leoni         | Moto Guzzi |     | 6   | Ret | 6   |     | 4   | 6       |
| 11      | Syd Jensen           | Triumph    | 5   |     | Ret | 9   |     |     | 5       |
| 12      | Freddie Frith        | Velocette  | Ret | 5   | Ret | Ret |     |     | 5       |
| 13      | Bruno Bertacchini    | Moto Guzzi |     | Ret |     |     | Ret | 5   | 5       |
| 14      | Jock West            | AJS        |     |     |     |     | 5   |     | 5       |
| 15      | Ken Armstrong        | AJS        |     |     |     |     |     | 6   | 0       |
| =       | Cromie McCandless    | Norton     |     |     |     |     | 6   |     | 0       |
| =       | Fred Stevens         | Triumph    | 6   |     |     |     |     |     | 0       |
| 18      | Ken Bills            | Velocette  |     | 7   | Ret | 10  |     |     | 0       |
| 19      | Harry Turner         | Norton     | 18  |     |     |     | 7   |     | 0       |
| 20      | Umberto Masetti      | Gilera     |     |     | 7   | Ret |     |     | 0       |
| 21      | Reg Armstrong        | AJS        | 7   |     |     |     |     |     | 0       |
| =       | Felice Benasedo      | Moto Guzzi |     |     |     |     |     | 7   | 0       |
| 23      | Harry Hinton         | Norton     | 9   |     | 8   | 16  |     |     | 0       |
| 24      | George Morrison      | Norton     | 31  |     | Ret | 8   | Ret |     | 0       |
| 25      | Roger Richoz         | Norton     |     | 8   |     |     |     |     | 0       |
| =       | Ricardo Sabbadini    | Moto Guzzi |     |     |     |     |     | 8   | 0       |
| =       | James Scott          | Triumph    |     |     |     |     | 8   |     | 0       |
| 28      | Oscar Clemencich     | Gilera     |     |     | 9   | Ret |     | 15  | 0       |
| 29      | Sante Geminiani      | Moto Guzzi |     |     |     |     |     | 9   | 0       |
| =       | Hans Kaufmann        | Gilera     |     | 9   |     |     |     |     | 0       |
| 31      | Dante Bianchi        | Moto Guzzi |     |     |     |     |     | 10  | 0       |
| =       | Georges Cordey       | Norton     |     | 10  |     |     |     |     | 0       |
| =       | Ernie Callahan       | Triumph    |     |     |     |     | 10  |     | 0       |
| 34      | Arthur Wheeler       | Triumph    | Ret |     | Ret | 11  |     |     | 0       |
| 35      | Phil Heath           | Norton     | 11  |     |     | Ret |     |     | 0       |
| 36      | Adelmo Mandolini     | Moto Guzzi |     |     |     |     |     | 11  | 0       |
| =       | Benoit Musy          | Moto Guzzi |     | 11  |     |     |     |     | 0       |
| =       | Drikus Veer          | Triumph    |     |     | 11  |     |     |     | 0       |
| 38      | Oliver Scott         | Norton     | Ret |     | 12  | 15  |     |     | 0       |
| 39      | Bill Beevers         | Norton     | 16  | 12  | Ret | Ret | Ret |     | 0       |
| 40      | Antonio Dalle Fusine | Gilera     |     |     |     | 12  | Ret |     | 0       |
| =       | Bill Petch           | Triumph    | 12  |     |     | Ret |     |     | 0       |
| 42      | Lodovico Facchinelli | Gilera     |     |     |     |     |     | 12  | 0       |
| 43      | Edward Nicholls      | Triumph    |     |     | 13  |     | 9   |     | 0       |
| 44      | Guy Newman           | Norton     | 13  |     |     |     |     |     | 0       |
| =       | Nandor Puhony        | Gilera     |     | 13  |     |     |     |     | 0       |
| =       | Orlando Valdinoci    | Gilera     |     |     |     |     |     | 13  | 0       |
| =       | Albert Vertriest     | Triumph    |     |     |     | 13  |     |     | 0       |
| 48      | Alfeo Maramotti      | Moto Guzzi |     |     |     |     |     | 14  | 0       |
| =       | Eric McPherson       | AJS        | 14  |     |     |     |     |     | 0       |
| =       | Jacques Schot        | Norton     |     |     | 14  |     |     |     | 0       |
| =       | László Szabó         | Gilera     |     | 14  |     |     |     |     | 0       |
| =       | Jules Tacheny        | Triumph    |     |     |     | 14  |     |     | 0       |
| 53      | Roy Evans            | Norton     | 15  |     |     |     |     |     | 0       |
| =       | Gerard Hoek          | BMW        |     |     | 15  |     |     |     | 0       |
| 55      | Jack Bailey          | Triumph    | 17  |     |     |     | Ret |     | 0       |
| 56      | Johnny Hodgkin       | Norton     | 19  |     |     |     |     |     | 0       |
| 57      | Dick Addie           | Norton     | 20  |     |     |     |     |     | 0       |
| 58      | Albert Moule         | Triumph    | 21  |     |     |     |     |     | 0       |
| 59      | George Paterson      | Triumph    | 22  |     |     |     |     |     | 0       |
| 60      | Bob Matthews         | Norton     | 23  |     |     |     |     |     | 0       |
| 61      | George Hayden        | Norton     | 24  |     |     |     |     |     | 0       |
| 62      | John Purnell         | Norton     | 25  |     |     |     |     |     | 0       |
| 63      | Lesly Hill           | Norton     | 26  |     |     |     |     |     | 0       |
| 64      | Arthur Fenn          | Norton     | 27  |     |     |     |     |     | 0       |
| 65      | Harry Francis        | Norton     | 28  |     |     |     |     |     | 0       |
| 66      | Eric Hardy           | Norton     | 29  |     |     |     |     |     | 0       |
| 67      | Jack Brett           | Norton     | 30  |     |     |     |     |     | 0       |
| 68      | Lennart Fenning      | Norton     | 32  |     |     |     |     |     | 0       |
| 69      | Rob Weston           | Norton     | 33  |     |     |     |     |     | 0       |
| 70      | Joe Glazebrook       | Triumph    | 34  |     |     |     |     |     | 0       |
| 71      | Joe Dent             | Norton     | 35  |     |     |     |     |     | 0       |
| -       | Bob Foster           | Moto Guzzi | Ret |     | Ret | Ret | Ret |     | 0       |
| -       | Carlo Bandirola      | Gilera     |     | Ret |     |     | Ret | Ret | 0       |
| -       | Eric Briggs          | Norton     | Ret |     | Ret | Ret |     |     | 0       |
| -       | Les Dear             | Norton     | Ret |     | Ret | Ret |     |     | 0       |
| -       | Ted Frend            | AJS        | Ret | Ret | Ret |     |     |     | 0       |
| -       | Fergus Anderson      | Moto Guzzi |     | Ret |     | Ret |     |     | 0       |
| -       | Wilf Billington      | Norton     | Ret |     |     |     | Ret |     | 0       |
| -       | Norman Croft         | Triumph    | Ret | Ret |     |     |     |     | 0       |
| -       | Frank Fry            | Norton     |     |     | Ret | Ret |     |     | 0       |
| -       | Eric Oliver          | Norton     | Ret |     |     |     |     | Ret | 0       |
| -       | Ernie Thomas         | Triumph    |     | Ret |     |     |     | Ret | 0       |
| -       | David Whitworth      | Triumph    |     |     | Ret | Ret |     |     | 0       |
| -       | Dario Ambrosini      | Gilera     |     | Ret |     |     |     |     | 0       |
| -       | Syl Anderton         | Triumph    | Ret |     |     |     |     |     | 0       |
| -       | Syd Barnett          | Norton     | Ret |     |     |     |     |     | 0       |
| -       | Jean Behra           | Moto Guzzi |     | Ret |     |     |     |     | 0       |
| -       | Aldo Bernardoni      | Gilera     |     |     |     |     |     | Ret | 0       |
| -       | Ernie Braine         | Norton     | Ret |     |     |     |     |     | 0       |
| -       | Charlie Brett        | Velocette  | Ret |     |     |     |     |     | 0       |
| -       | Aldo Brini           | Gilera     |     |     |     |     |     | Ret | 0       |
| -       | Gerard Carter        | Norton     |     |     |     |     | Ret |     | 0       |
| -       | Javier de Ortueta    | Norton     | Ret |     |     |     |     |     | 0       |
| -       | Roland Dumond        | Moto Guzzi |     |     |     |     | Ret |     | 0       |
| -       | Juhan Franta         | Moto Guzzi |     | Ret |     |     |     |     | 0       |
| -       | Auguste Goffin       | Triumph    |     |     |     | Ret |     |     | 0       |
| -       | Arthur Good          | Norton     | Ret |     |     |     |     |     | 0       |
| -       | Hans Haldemann       | Moto Guzzi |     |     |     | Ret |     |     | 0       |
| -       | Piet Knijnenburg     | BMW        |     |     | Ret |     |     |     | 0       |
| -       | Roger Laurent        | Moto Guzzi |     |     |     | Ret |     |     | 0       |
| -       | Sid Lawton           | Triumph    | Ret |     |     |     |     |     | 0       |
| -       | Reg Lee              | Norton     | Ret |     |     |     |     |     | 0       |
| -       | Leon Martin          | Gilera     |     |     |     | Ret |     |     | 0       |
| -       | Reginald MacDonald   | Triumph    |     |     |     |     | Ret |     | 0       |
| -       | Tommy McEwans        | Triumph    | Ret |     |     |     |     |     | 0       |
| -       | Armando Miele        | Gilera     |     |     |     |     |     | Ret | 0       |
| -       | Stan Miller          | Norton     | Ret |     |     |     |     |     | 0       |
| -       | Bert Myers           | Triumph    | Ret |     |     |     |     |     | 0       |
| -       | Billy Graham         | Norton     |     |     |     |     | Ret |     | 0       |
| -       | Ashley Len Parry     | Norton     |     |     |     |     | Ret |     | 0       |
| -       | Hub Pellikaan        | BMW        |     |     | Ret |     |     |     | 0       |
| -       | Henry Pinnington     | Norton     | Ret |     |     |     |     |     | 0       |
| -       | Charlie Salt         | Norton     | Ret |     |     |     |     |     | 0       |
| -       | Emilio Soprani       | Gilera     |     |     |     |     |     | Ret | 0       |
| -       | Jan Veer             | Triumph    |     |     | Ret |     |     |     | 0       |
| -       | Roy Walker           | Norton     | Ret |     |     |     |     |     | 0       |
| -       | Tom Wycherley        | Norton     |     |     |     |     | Ret |     | 0       |
| Pos     | Piloto               | Moto       | MAN | SUI | HOL | BEL | ULS | NAC | Puntos  |
| Fuente: |                      |            |     |     |     |     |     |     |         |

| Color     | Resultado                                                               |
| --------- | ----------------------------------------------------------------------- |
| Oro       | Ganador                                                                 |
| Plata     | 2.ª plaza                                                               |
| Bronce    | 3.ª plaza                                                               |
| Verde     | Finalizó en los puntos                                                  |
| Azul      | Finalizó sin puntos                                                     |
| Azul      | NC - No clasificado                                                     |
| Violeta   | Ret - No terminó (Carrera)                                              |
| Rojo      | DNQ - No se clasificó                                                   |
| Negro     | DSQ - Descalificado                                                     |
| Blanco    | DNS - No empezó (carrera)                                               |
| Blanco    | WD - Retirado (fin de semana)                                           |
| Blanco    | C - Carrera cancelada                                                   |
| Sin color | DNP - Inscrito pero no participó                                        |
| Sin color | INJ - Lesionado                                                         |
| Sin color | EX - Excluido                                                           |
| Estado    | Resultado                                                               |
| Negrita   | Pole position                                                           |
| Cursiva   | Vuelta rápida                                                           |
| †         | Abandona, pero clasifica al completar el porcentaje requerido para ello |

### Clasificación final 350cc
| Pos     | Piloto          | Moto      | Puntos | Victorias |
| ------- | --------------- | --------- | ------ | --------- |
| 1       | Freddie Frith   | Velocette | 33     | 5         |
| 2       | Reg Armstrong   | AJS       | 18     | 0         |
| 3       | Bob Foster      | Velocette | 16     | 0         |
| 4       | Eric McPherson  | AJS       | 16     | 0         |
| 5       | Johnny Lockett  | Norton    | 14     | 0         |
| 6       | David Whitworth | Velocette | 12     | 0         |
| 7       | Leslie Graham   | AJS       | 8      | 0         |
| 8       | Ernie Lyons     | Velocette | 8      | 0         |
| 9       | Charlie Salt    | Velocette | 8      | 0         |
| 10      | Bill Doran      | AJS       | 7      | 0         |
| Fuente: |                 |           |        |           |

### Clasificación final 250cc
| Pos     | Piloto             | Moto       | Puntos | Victorias |
| ------- | ------------------ | ---------- | ------ | --------- |
| 1       | Bruno Ruffo        | Moto Guzzi | 24     | 1         |
| 2       | Dario Ambrosini    | Benelli    | 19     | 1         |
| 3       | Ronald Mead        | Norton     | 13     | 0         |
| 4       | Maurice Cann       | Moto Guzzi | 11     | 1         |
| 5       | Claudio Mastellari | Moto Guzzi | 11     | 0         |
| 6       | Manliff Barrington | Moto Guzzi | 10     | 1         |
| 7       | Tommy Wood         | Moto Guzzi | 9      | 0         |
| 8       | Fergus Anderson    | Moto Guzzi | 8      | 0         |
| 9       | Gianni Leoni       | Moto Guzzi | 8      | 0         |
| 10      | Umberto Masetti    | Benelli    | 7      | 0         |
| Fuente: |                    |            |        |           |

### Clasificación final 125cc
| Pos     | Piloto            | Moto      | Puntos | Victorias |
| ------- | ----------------- | --------- | ------ | --------- |
| 1       | Nello Pagani      | Mondial   | 27     | 2         |
| 2       | Renato Magi       | Morini    | 14     | 0         |
| 3       | Umberto Masetti   | Morini    | 13     | 0         |
| 4       | Carlo Ubbiali     | MV Agusta | 13     | 0         |
| 5       | Gianni Leoni      | Mondial   | 11     | 1         |
| 6       | Oscar Clemencich  | Mondial   | 8      | 0         |
| 7       | Umberto Braga     | Mondial   | 7      | 0         |
| 8       | Celeste Cavaciuti | Mondial   | 7      | 0         |
| 9       | Franco Bertoni    | MV Agusta | 6      | 0         |
| 10      | Giuseppe Matucci  | MV Agusta | 5      | 0         |
| Fuente: |                   |           |        |           |

### Clasificación final de sidecar
| Pos | Piloto                               | Moto   | Puntos | Victorias |
| --- | ------------------------------------ | ------ | ------ | --------- |
| 1   | Eric Oliver / Denis Jenkinson        | Norton | 27     | 2         |
| 2   | Ercole Frigerio / Lorenzo Dobelli    | Gilera | 18     | 1         |
| 3   | Frans Vanderschrick / Martin Whitney | Norton | 16     | 0         |
| 4   | Ernesto Merlo / Aldo Veglio          | Gilera | 13     | 0         |
| 5   | Albino Milani / Ezio Ricotti         | Gilera | 12     | 1         |
| 6   | Hans Haldemann / Herbert Läderach    | Norton | 8      | 0         |
| 7   | Roland Benz / Max Hirzel             | BMW    | 6      | 0         |
| 8   | Jakob Keller / Ernst Brutschi        | Gilera | 6      | 0         |
| 9   | Pip Harris / Neil Smith              | Norton | 5      | 0         |